# Кош (жилище)
Кош — летняя войлочная башкирская кибитка XIX века.
В коши башкиры переселялись жить весной, с наступлением теплого времени года. Башкирские коши располагались в степи в виде лагерей. Цель проживания в кошах — присмотр за пасущимся скотом, рубка дров, сенокос.
Коши изготовлялись из деревянных решеток, обтянутых кругом войлоком. Сверху в кошах проделывается отверстие для выхода дыма. Посреди коша — очаг для приготовления пищи.
В кошах жили в основном богатые башкиры. Бедные башкиры жили в яласыках, Кыуыш.